# Swedish Open 2004 - Qualificazioni singolare
Le qualificazioni del singolare  dello  Swedish Open 2004 sono state un torneo di tennis preliminare per accedere alla fase finale della manifestazione. I vincitori dell'ultimo turno sono entrati di diritto nel tabellone principale. In caso di ritiro di uno o più giocatori aventi diritto a questi sono subentrati i lucky loser, ossia i giocatori che hanno perso nell'ultimo turno ma che avevano una classifica più alta rispetto agli altri partecipanti che avevano comunque perso nel turno finale.
Le qualificazioni del torneo Swedish Open 2004 prevedevano 32 partecipanti di cui 4 sono entrati nel tabellone principale.

## Teste di serie
1. Alejandro Falla (secondo turno)
2. Santiago Ventura (Qualificato)
3. Jiří Vaněk (ultimo turno)
4. Franco Squillari (ultimo turno)

1. Didac Perez-Minarro (ultimo turno)
2. Bjorn Rehnquist (secondo turno)
3. Jan Frode Andersen (primo turno)
4. Boris Pašanski (Qualificato)

## Qualificati
1. Tejmuraz Gabašvili
2. Santiago Ventura

1. Mattias Hellstrom
2. Boris Pašanski

## Tabellone

### Legenda
| - Q = Qualificato - WC = Wild card - LL = Lucky loser | - ALT = Alternate - SE = Special Exempt - PR = Protected Ranking | - w/o = Walkover - r = Ritirato - d = Squalificato |

### Sezione 1
|  | Primo turno         | Primo turno         | Primo turno        | Primo turno | Primo turno |  |  | Secondo turno   | Secondo turno      | Secondo turno      | Secondo turno   | Secondo turno   |    |   | Ultimo turno       | Ultimo turno       | Ultimo turno       | Ultimo turno | Ultimo turno |  |
|  |                     |                     |                    |             |             |  |  |                 |                    |                    |                 |                 |    |   |                    |                    |                    |              |              |  |
|  | 1                   | Alejandro Falla     | Alejandro Falla    | 7           | 7           |  |  |                 |                    |                    |                 |                 |    |   |                    |                    |                    |              |              |  |
|  |                     | Rickard Holmstrom   | Rickard Holmstrom  | 68          | 63          |  |  | 1               | Alejandro Falla    | Alejandro Falla    | 4               | 3               |    |   |                    |                    |                    |              |              |  |
|  | Tejmuraz Gabašvili  | Tejmuraz Gabašvili  | 4                  | 6           | 6           |  |  |                 | Tejmuraz Gabašvili | Tejmuraz Gabašvili | 6               | 6               |    |   |                    |                    |                    |              |              |  |
|  | Alexander Hartman   | Alexander Hartman   | 6                  | 2           | 2           |  |  |                 |                    |                    |                 |                 |    |   | Tejmuraz Gabašvili | Tejmuraz Gabašvili | Tejmuraz Gabašvili | 7            | 6            |  |
|  | Timo Nieminen       | Timo Nieminen       | 7                  | 5           | 7           |  |  |                 |                    | Leonardo Azzaro    | Leonardo Azzaro | Leonardo Azzaro | 63 | 4 |                    |                    |                    |              |              |  |
|  | Christian Johansson | Christian Johansson | 5                  | 7           | 63          |  |  | Timo Nieminen   | Timo Nieminen      | Timo Nieminen      | 0               | 2               |    |   |                    |                    |                    |              |              |  |
|  |                     | Leonardo Azzaro     | Leonardo Azzaro    | 7           | 7           |  |  | Leonardo Azzaro | Leonardo Azzaro    | Leonardo Azzaro    | 6               | 6               |    |   |                    |                    |                    |              |              |  |
|  | 7                   | Jan Frode Andersen  | Jan Frode Andersen | 64          | 5           |  |  |                 |                    |                    |                 |                 |    |   |                    |                    |                    |              |              |  |

### Sezione 2
|  | Primo turno      | Primo turno         | Primo turno         | Primo turno | Primo turno |  |  | Secondo turno | Secondo turno       | Secondo turno       | Secondo turno       | Secondo turno       |    |   | Ultimo turno | Ultimo turno     | Ultimo turno     | Ultimo turno | Ultimo turno |  |
|  |                  |                     |                     |             |             |  |  |               |                     |                     |                     |                     |    |   |              |                  |                  |              |              |  |
|  | 2                | Santiago Ventura    | Santiago Ventura    | 6           | 6           |  |  |               |                     |                     |                     |                     |    |   |              |                  |                  |              |              |  |
|  |                  | Jasenko Masic       | Jasenko Masic       | 3           | 3           |  |  | 2             | Santiago Ventura    | Santiago Ventura    | 6                   | 7                   |    |   |              |                  |                  |              |              |  |
|  | Robert Lindstedt | Robert Lindstedt    | Robert Lindstedt    | 6           | 7           |  |  |               | Robert Lindstedt    | Robert Lindstedt    | 4                   | 5                   |    |   |              |                  |                  |              |              |  |
|  | David Nylen      | David Nylen         | David Nylen         | 2           | 5           |  |  |               |                     |                     |                     |                     |    |   | 2            | Santiago Ventura | Santiago Ventura | 7            | 6            |  |
|  | Adam Chadaj      | Adam Chadaj         | Adam Chadaj         | 6           | 6           |  |  |               |                     | 5                   | Didac Perez-Minarro | Didac Perez-Minarro | 63 | 2 |              |                  |                  |              |              |  |
|  | Tim Goransson    | Tim Goransson       | Tim Goransson       | 2           | 1           |  |  |               | Adam Chadaj         | Adam Chadaj         | 0                   | 3                   |    |   |              |                  |                  |              |              |  |
|  | 5                | Didac Perez-Minarro | Didac Perez-Minarro | 6           | 6           |  |  | 5             | Didac Perez-Minarro | Didac Perez-Minarro | 6                   | 6                   |    |   |              |                  |                  |              |              |  |
|  |                  | Michael Ryderstedt  | Michael Ryderstedt  | 3           | 2           |  |  |               |                     |                     |                     |                     |    |   |              |                  |                  |              |              |  |

### Sezione 3
|  | Primo turno       | Primo turno       | Primo turno       | Primo turno | Primo turno |  |  | Secondo turno | Secondo turno     | Secondo turno     | Secondo turno     | Secondo turno     |   |   | Ultimo turno | Ultimo turno | Ultimo turno | Ultimo turno | Ultimo turno |  |
|  |                   |                   |                   |             |             |  |  |               |                   |                   |                   |                   |   |   |              |              |              |              |              |  |
|  | 3                 | Jiří Vaněk        | Jiří Vaněk        | 6           | 6           |  |  |               |                   |                   |                   |                   |   |   |              |              |              |              |              |  |
|  |                   | Sebastián Prieto  | Sebastián Prieto  | 3           | 1           |  |  | 3             | Jiří Vaněk        | Jiří Vaněk        | 6                 | 7                 |   |   |              |              |              |              |              |  |
|  | Johan Settergren  | Johan Settergren  | Johan Settergren  | 6           | 6           |  |  |               | Johan Settergren  | Johan Settergren  | 2                 | 65                |   |   |              |              |              |              |              |  |
|  | Alexander Olsson  | Alexander Olsson  | Alexander Olsson  | 0           | 3           |  |  |               |                   |                   |                   |                   |   |   | 3            | Jiří Vaněk   | Jiří Vaněk   | 6            | 1r           |  |
|  | Mattias Hellstrom | Mattias Hellstrom | Mattias Hellstrom | 6           | 6           |  |  |               |                   |                   | Mattias Hellstrom | Mattias Hellstrom | 4 | 5 |              |              |              |              |              |  |
|  | Mikael Maatta     | Mikael Maatta     | Mikael Maatta     | 3           | 1           |  |  |               | Mattias Hellstrom | Mattias Hellstrom | 6                 | 6                 |   |   |              |              |              |              |              |  |
|  | 6                 | Bjorn Rehnquist   | 3                 | 6           | 7           |  |  | 6             | Bjorn Rehnquist   | Bjorn Rehnquist   | 4                 | 3                 |   |   |              |              |              |              |              |  |
|  |                   | Kristian Pless    | 6                 | 1           | 5           |  |  |               |                   |                   |                   |                   |   |   |              |              |              |              |              |  |

### Sezione 4
|  | Primo turno         | Primo turno         | Primo turno         | Primo turno | Primo turno |  |  | Secondo turno | Secondo turno       | Secondo turno | Secondo turno  | Secondo turno  |   |   | Ultimo turno | Ultimo turno     | Ultimo turno     | Ultimo turno | Ultimo turno |  |
|  |                     |                     |                     |             |             |  |  |               |                     |               |                |                |   |   |              |                  |                  |              |              |  |
|  | 4                   | Franco Squillari    | Franco Squillari    | 6           | 6           |  |  |               |                     |               |                |                |   |   |              |                  |                  |              |              |  |
|  |                     | Otto Sauer          | Otto Sauer          | 1           | 3           |  |  | 4             | Franco Squillari    | 6             | 3              | 6              |   |   |              |                  |                  |              |              |  |
|  | Filip Prpic         | Filip Prpic         | 6                   | 5           | 6           |  |  |               | Filip Prpic         | 2             | 6              | 2              |   |   |              |                  |                  |              |              |  |
|  | Marcus Sarstrand    | Marcus Sarstrand    | 1                   | 7           | 4           |  |  |               |                     |               |                |                |   |   | 4            | Franco Squillari | Franco Squillari | 3            | 62           |  |
|  | Mariusz Fyrstenberg | Mariusz Fyrstenberg | Mariusz Fyrstenberg | 6           | 6           |  |  |               |                     | 8             | Boris Pašanski | Boris Pašanski | 6 | 7 |              |                  |                  |              |              |  |
|  | Mohammad Ghareeb    | Mohammad Ghareeb    | Mohammad Ghareeb    | 1           | 4           |  |  |               | Mariusz Fyrstenberg | 2             | 7              | 2              |   |   |              |                  |                  |              |              |  |
|  | 8                   | Boris Pašanski      | Boris Pašanski      | 6           | 7           |  |  | 8             | Boris Pašanski      | 6             | 5              | 6              |   |   |              |                  |                  |              |              |  |
|  |                     | Jonas Berg          | Jonas Berg          | 4           | 5           |  |  |               |                     |               |                |                |   |   |              |                  |                  |              |              |  |